# Szederkény, Baranya
Szederkény (în germană Surgetin, în croată Surdukinj) este un sat în districtul Bóly, județul Baranya, Ungaria, având o populație de 1.859 de locuitori (2011). 

## Demografie
Componența etnică a satului Szederkény
     Maghiari (71,17%)
     Germani (24,59%)
     Croați (3,61%)
     Necunoscut (0,29%)
     Romi (0,34%)
     Alții (0,29%)
Componența confesională a satului Szederkény
     Romano-catolici (67,89%)
     Fără religie (7,85%)
     Reformați (3,66%)
     Luterani (3,34%)
     Necunoscută (16,94%)
     Atei (0,32%)
     Alte religii (0,38%)
Conform recensământului din 2011, satul Szederkény avea 1.859 de locuitori. Din punct de vedere etnic, majoritatea locuitorilor (71,17%) erau maghiari, existând și minorități de germani (24,59%) și croați (3,61%). Apartenența etnică nu este cunoscută în cazul a 0,29% din locuitori.  Din punct de vedere confesional, majoritatea locuitorilor (67,89%) erau romano-catolici, existând și minorități de persoane fără religie (7,85%), reformați (3,66%) și luterani (3,34%). Pentru 16,94% din locuitori nu este cunoscută apartenența confesională.